# هوت جافا
هوت جافا (بالإنجليزية: HotJava)‏ هو متصفح ويب رُسوميِّ طوَّرته شركة صن ميكروسيستمز بِلُغة جافا، يعمل على أي نظام تشغيل يدعم آلة جافا الافتراضيَّة. يُعتبر أوَّل مُتصفح ويب يدعم «بُريمجات الجافا». تُشير شركة أوراكل رسميًّا إلى أنَّ مُتصفح الويب هوت جافا لم يعد مدعومًا.

## تاريخ
في عام 1994، بدأ فريق من مطوري جافا في كتابة المُتصفح تحت اسم «ويب رنر» (بالإنجليزية: WebRunner)‏؛وقد سُمي بذلك الاسم للإشادة بفيلم بليد رنر، وقد كان المُتصفح مأخوذًا من مُتصفح الويب «موزايك».